# Catamarca (escola de samba)
Catamarca é uma escola de samba de Paso de los Libres, Argentina.

## Segmentos

### Presidentes
| Período        | Presidente     | Ref. |
| -------------- | -------------- | ---- |
| ? - atualidade | Angélica Viana |      |

### Diretores
| Ano  | Diretor de Carnaval | Diretor geral de harmonia | Mestre de bateria | Ref. |
| ---- | ------------------- | ------------------------- | ----------------- | ---- |
| 2016 |                     |                           |                   |      |
| 2017 |                     |                           |                   |      |

### Coreógrafo
| Ano  | Nome | Ref. |
| ---- | ---- | ---- |
| 2016 |      |      |
| 2017 |      |      |

### Casal de Mestre-sala e Porta-bandeira
| Ano  | Nome | Ref. |
| ---- | ---- | ---- |
| 2016 |      |      |
| 2017 |      |      |

### Corte de bateria
| Período | Rainha | Madrinha | Ref. |
| ------- | ------ | -------- | ---- |
| 2016    |        |          |      |
| 2017    |        |          |      |

## Carnavais
| Ano  | Colocação | Enredo | Carnavalesco | Intérprete             | Ref |
| ---- | --------- | --- | ------------ | ---------------------- | --- |
| 1987 |           | |              |                        |     |
| 1988 |           | Samba Tropical |              | José "Negro" Sambón    |     |
| 1989 |           | |              |                        |     |
| 1990 |           | |              |                        |     |
| 1991 |           | |              |                        |     |
| 1992 |           | |              |                        |     |
| 1993 |           | |              |                        |     |
| 1994 |           | |              |                        |     |
| 1995 |           | |              |                        |     |
| 1996 |           | |              |                        |     |
| 1997 |           | |              |                        |     |
| 1998 |           | |              |                        |     |
| 1999 |           | |              |                        |     |
| 2000 |           | |              |                        |     |
| 2001 |           | Los Juegos de Azar (Os Jogos de Sorte) |              | José "Negro" Sambón    |     |
| 2002 |           | |              |                        |     |
| 2003 |           | 15 años de fiesta popular. La Fiesta del Dragón (15 anos de festa popular. A Festa do Dragão)                                                                     |              | José "Negro" Sambón    |     |
| 2004 |           | Sueño Tropical (Sonho Tropical) |              |                        |     |
| 2005 |           | El Teatro de Revistas (O Teatro de Revistas) |              |                        |     |
| 2006 | Campeã    | De Egipto a Catamarca (De Egipto a Catamarca) |              | José "Negro" Sambón    |     |
| 2007 |           | El Circo (O Circo) |              | José "Negro" Sambón    |     |
| 2008 |           | Não Se Apresentou |              |                        |     |
| 2009 | Campeã    | Las Mil Noches (As Mil Noites) |              | José "Negro" Sambón    |     |
| 2010 | Campeã    | El Bien y el Mal (O Bem é o Mal) |              | Dario "El Baty" Medina |     |
| 2011 | 2.° Lugar | Sueño de Carnaval (25 Años) (Sonhos de Carnaval (Vinte é Cinco Anos)                                                                                              |              |                        |     |
| 2012 | Campeã    | El Amazonas (O Amazonas) |              |                        |     |
| 2013 | Campeã    | Un Poncho de Ilusión Cubre de Samba Mi Carnaval (Um Poncho de Ilusão Cobre de Samba Meu Carnaval)                                                                 |              |                        |     |
| 2014 | Campeã    | Viejo Lobo de Mar (Velho Lobo de Mar) |              |                        |     |
| 2015 | Campeã    | La Morena mas Dulce... Al Gran Dulce Argentino, Salud! (A Morena mais Doce... Ao Grande Doce Argentino!) (Samba-enredo compuesto por Luis Rodriguez y Julio Diaz) |              | Fernando Acosta        |     |
| 2016 | Campeã    | 30 años. Si De Bailar Se Trata (30 anos. Se a dança é tratada) |              |                        |     |
| 2017 | Campeã    | Argentina Encantada (Argentina Enchanted) |              |                        |     |
| 2018 | 2.° Lugar | |              |                        |     |
| 2019 |           | Não desfilou |              |                        |     |
| 2020 |           | A Fuego Vivo... Mi Dragón a la Victoria (A Fogo Vivo... Meu Dragão para a Vitória)                                                                                |              | Cristian Todorovich    |     |
| 2021 |           | Não desfilou |              |                        |     |
| 2022 |           | |              |                        |     |